# Sant'Alessio in Aspromonte
Sant'Alessio in Aspromonte es un municipio sito en el territorio de la provincia de Reggio Calabria, en Calabria (Italia).

## Demografía
| Gráfica de evolución demográfica de Sant'Alessio in Aspromonte entre 1861 y 2001 |
|                                                                                  |
| Fuente ISTAT - elaboración gráfica a cargo de Wikipedia                          |